# Heilig-Geist-Kirche (Bramsche)

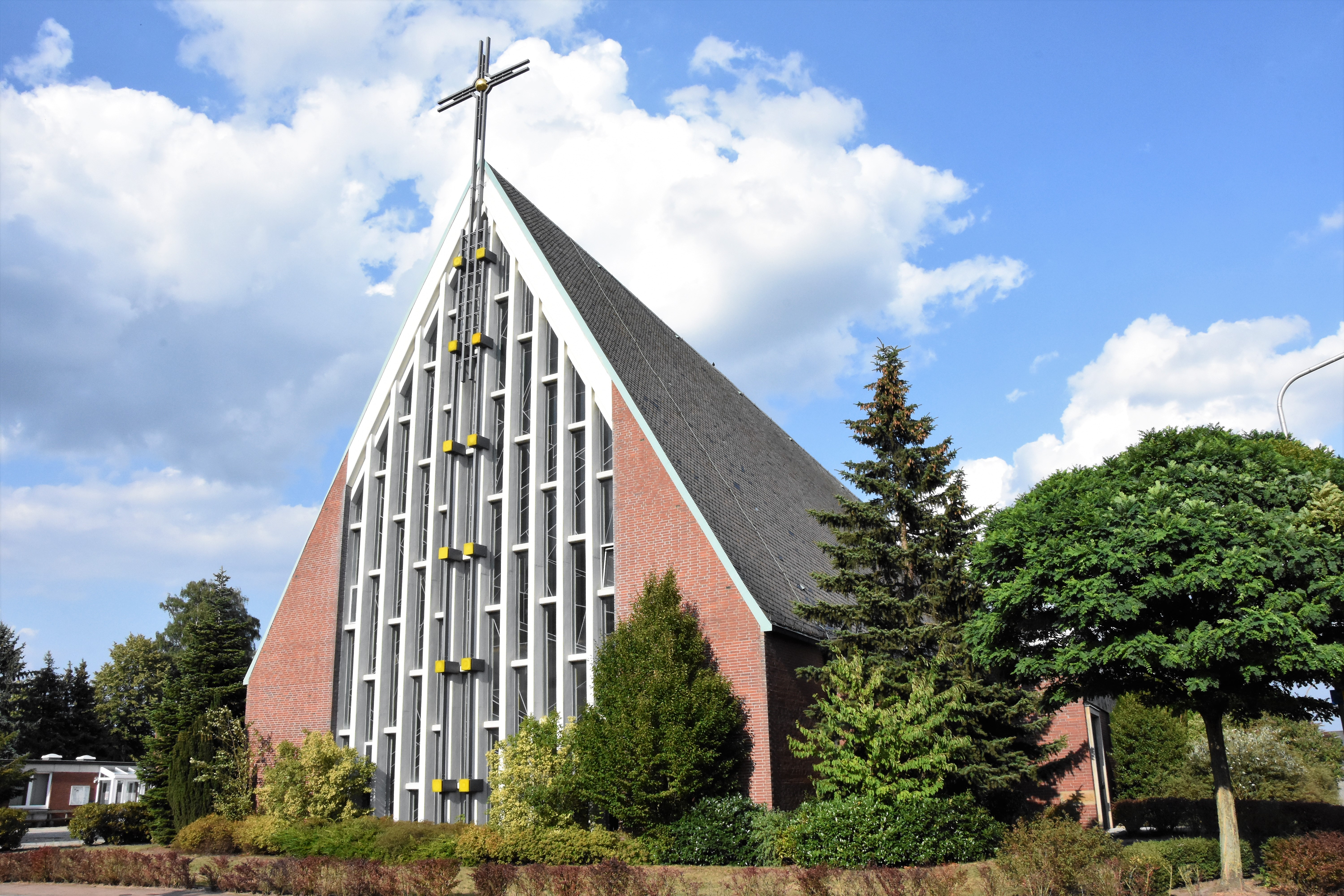
Die Heilig-Geist-Kirche in Bramsche

Die Heilig-Geist-Kirche ist eine katholische Kirche in der Stadt Bramsche.

## Geschichte
Nach dem Zweiten Weltkrieg kamen zahlreiche katholische Familien als Flüchtlinge in die evangelisch geprägte Stadt Bramsche. Der Platz in den beiden katholischen Kirchen St. Martinus und der Klosterkirche St. Johannes war nun nicht mehr ausreichend. 
Als Provisorium wurde die Walburga-Kapelle genutzt. 1949 wurde in der kleinen Kapelle durch den Osnabrücker Bischof Wilhelm Berning eine Firmung gehalten.
Durch die in Hesepe im Willem-Versteegh-Kamp stationierten niederländischen Soldaten, unter dehnen sich viele Katholiken befanden, wurde der Wunsch nach einer katholischen Kirche in der Bramscher Gartenstadt dringender. In der NATO-Siedlung der Niederländer wurde an der Niedersachsenstraße ein Grundstück für den Kirchenbau erworben. Die Grundsteinlegung erfolgte am 28. August 1967, der erste Gottesdienst in der noch im Bau befindlichen Kirche wurde am 1. Advent desselben Jahres gehalten. Geweiht wurde die Kirche am 8. Juni 1968 durch Bischof Helmut Hermann Wittler.
Zunächst war die Kirche Heilig Geist eine Filialkirche von St. Martinus, später wurde sie durch Abpfarrung eine eigene Kirchengemeinde. Die katholische Militärgemeinde der niederländischen Streitkräfte nutzte die Kirche bis zur Auflösung der Kaserne in den 1980er Jahren stets mit. Seit dem 8. Juni 2014 ist die Kirche wieder eine Filialkirche von St. Martinus.
Mit 500 Plätzen ist sie die größte der drei katholischen Kirchen in Bramsche. An die Kirche sollte auch ein Kindergarten angegliedert werden, wozu es jedoch nicht kam. Auch ein hoher schlanker Kirchturm, der für die Kirche vorgesehen war, wurde nicht gebaut. Aufgrund der Nähe zur evangelischen Johanniskirche am Lutterdamm konnte man auf eigene Glocken verzichten, da die Gottesdienste parallel stattfanden und dort geläutet wurde. 2004 wurde an der Stirnseite der Kirche ein großes offenes Kreuz des Quakenbrücker Goldschmieds Herbert Feldkamp installiert.